# Boulou (peuple)
Pour les articles homonymes, voir Bulu (homonymie) et Boulou.
Les Bulu sont un peuple bantou d'Afrique centrale. Ils sont établis uniquement dans la région du Sud du Cameroun.

## Ethnonymie

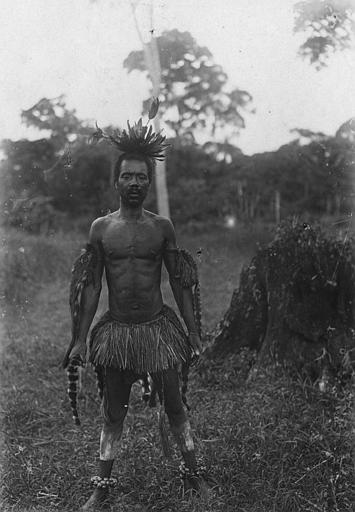
Homme panthère (sorcier Boulou)

Selon les sources et le contexte, on rencontre plusieurs variantes : Bao, Bawo, Bolo, Boulous, Bulu, Bulus.

## Langue
Ils parlent le bulu, dont le nombre de locuteurs était estimé à 850 000 en 2007. Cependant, il s'agit souvent d'une seconde langue, longtemps utilisée dans les domaines de l'éducation, de la religion et du commerce. Ce rôle de langue véhiculaire tend à décliner.

## Personnalités
L'actuel Chef Supérieur (roi) des Boulous est Sa Majesté Idriss Ben Ebollo (Ebollo Vincent), le bel-oncle de Franck Biya. Il a subi son initiation mystique royale en juillet 2010. Il est connu comme Chef Supérieur (roi) des Boulous par le ministère de l'Administration Territoriale du Cameroun depuis le 17 novembre 2020, par le sultan des Bamouns depuis le 15 juillet 2020
[réf. nécessaire].

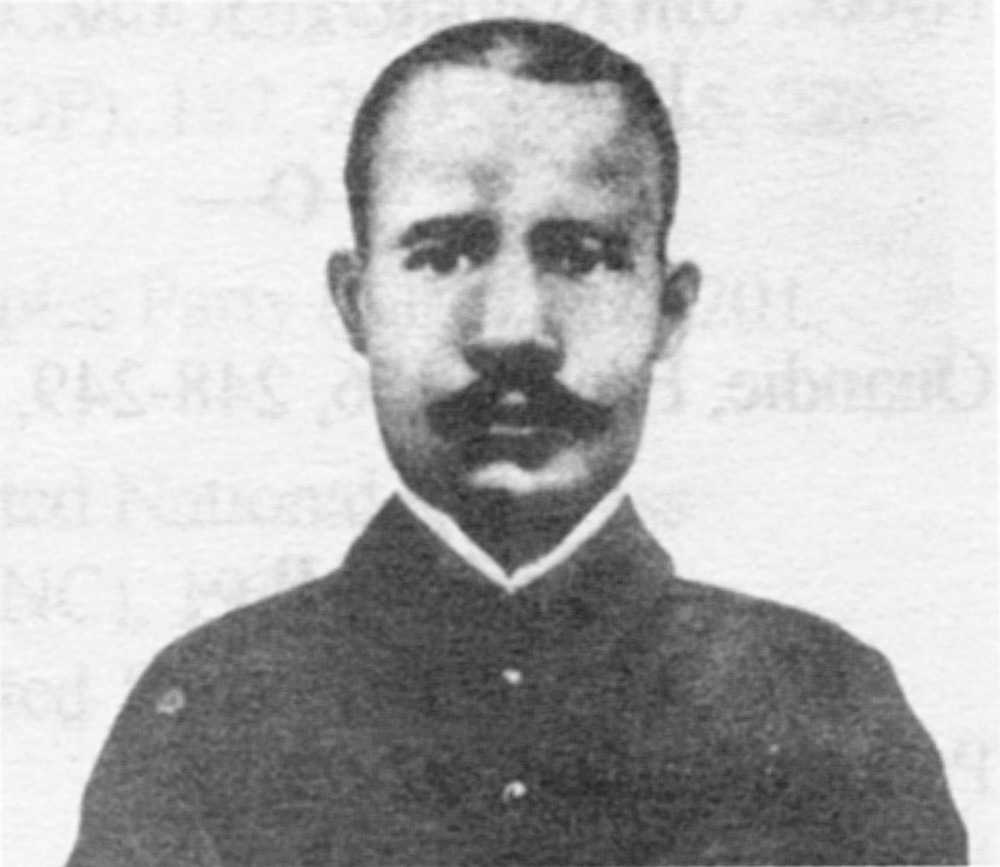
Martin-Paul Samba, résistant boulou à la colonisation allemande.

L'ancien premier ministre Charles Assalé et le président Paul Biya figurent parmi les personnalités politiques d'origine boulou.

## Art

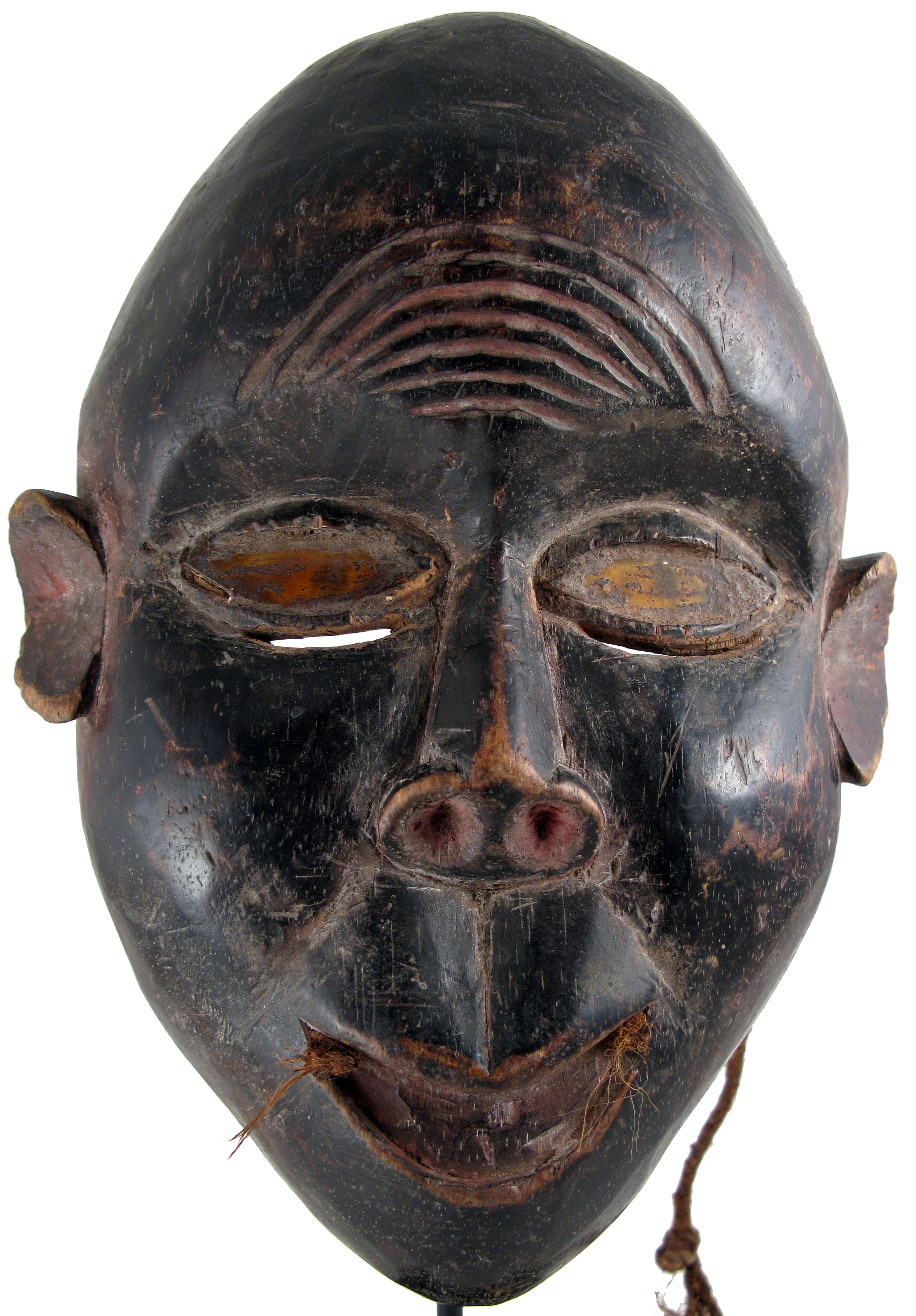
masque Bulu